# Dálnok

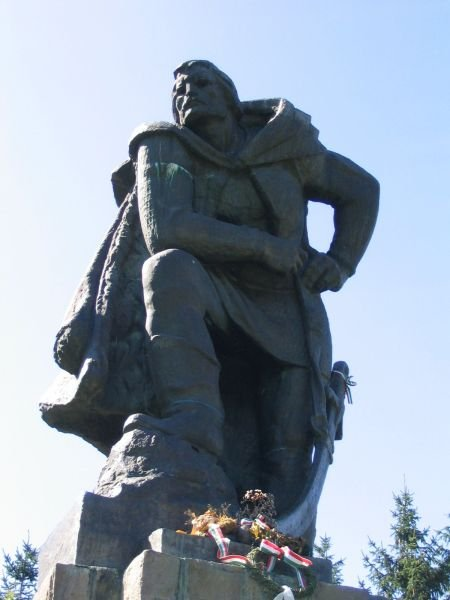
Dózsa György szobra

Dálnok (románul Dalnic) falu Romániában, Kovászna megyében, Dálnok központja.

## Fekvése
Sepsiszentgyörgytől 12 km-re ÉK-re a Bodoki-hegység délkeleti peremén az azonos nevű patak völgyében fekszik.

## Története
1332-ben Dabunk, 1334-ben Dalnuk néven említik. Ősi székely falu. Innen indult el 1514-ben Dózsa György, akit Bakócz Tamás esztergomi érsek a kereszteshadak vezérévé nevezett ki, majd a parasztsereg urai ellen fordult. A felkelést leverték és Dózsát Temesvárott kivégezték. 1910-ben a falunak 1367 magyar lakosa volt. A trianoni békeszerződésig Háromszék vármegye Kézdi járásához tartozott. 1992-ben 1045 lakosából 1027 magyar, 18 román volt.
2004-ig Maksa községhez tartozó falu volt, ekkor vált önálló községgé.

## Látnivalók
- A falu közepén emelkedik a református templom mely román kori, a 15. század első felében gótikus stílusban átépítették, mai alakját a 18. században nyerte el. 1864-ben megújították. 1977-ben földrengésben megrongálódott, de helyreállították. 1922-ben épült a harangtorony. Egykori erődítéseit 1914-ben lebontották, kaputornya 1798-ban omlott le. Belsejében több 16. – 17. századi felirat van közötte egy rovásírásos szöveg is.
- A Lázár-Beczásy udvarház 1885-ben épült; a romániai műemlékek jegyzékében a CV-II-m-B-13203.01 sorszámon szerepel.[3] A Beczásy park arborétum.
- Büdöskút nevű gyógyforrására, melyhez Kenderesen át vezet az út. Pótsa József közjegyző 1900 körül a Kenderes-patakban kis fürdőtelepet létesített, melyet 1904-ben modernizáltak és emeletes fürdőtelepet építettek rá.
- A faluban 1991-ben visszahozták a 28 éve felszámolt lipicai ménest.
- Dózsa György egész alakos szobra. 1976-ban állították. Szobotka András alkotása.

## Képgaléria
- Képek Dálnokról a www.erdely-szep.hu honlapon

## Híres emberek
- Itt született 1470-ben Dózsa György, az 1514. évi parasztháború vezére; szobra a református templom közelében áll.
- Itt született 1612-ben Dálnoki Nagy Mihály unitárius teológus.
- Itt született 1614-ben Dálnoki Nagy Lőrinc filozófus.
- Itt született 1681-ben Dálnoki Veres Gerzson kuruc költő.
- Itt született 1820-ban Lázár Mihály országgyűlési képviselő.
- Itt született 1875-ben Kozma Dénes mezőgazdász.
- Itt született 1880-ban Darkó Jenő filozófus, egyetemi tanár.
- Itt született 1901-ben Hadnagy Albert történész, a Szekszárdi Levéltár igazgatója
- Erről a helyről kapta a nevét Dálnoki Miklós Béla vezérezredes, az 1. hadsereg parancsnoka, majd miniszterelnök.
- Erről a helyről kapta a nevét Dálnoki Veress Lajos vezérezredes, a 2. hadsereg parancsnoka.